# Adeline De Walt Reynolds
Adeline De Walt Reynolds, nome d'arte di Adeline Mary Reynolds (Vinton, 19 settembre 1862 – Hollywood, 13 agosto 1961), è stata un'attrice statunitense caratterista. Apparve per la prima volta sul grande schermo all'età di circa ottant'anni, potendo vantare tutt'oggi una menzione nel Guinness dei primati per essere stata l'attrice il cui esordio avvenne più tardi in tutta la storia del cinema.

## Biografia
Nata in una famiglia di modeste condizioni, nel 1905 rimase vedova e indigente (anche in seguito alla terribile scossa di terremoto che colpì San Francisco nel 1906). Con sei figli da mantenere, ma aiutata dalla propria intraprendenza, riuscì tuttavia in breve tempo a costruirsi una rispettabile situazione economica.
Nel 1926, all'età di 64 anni, entrò all'università, stabilendo un autentico record per l'epoca.
Negli anni trenta cominciò a lavorare in radio e in teatro, ma l'esordio al cinema avvenne nel 1941, all'età di 79 anni, nella pellicola Vieni a vivere con me (1941) di Clarence Brown, con James Stewart e Hedy Lamarr. Apparve in un considerevole numero di importanti pellicole, come Il peccatore di Tahiti (1942) di Charles Vidor, Il figlio di Dracula (1943) di Robert Siodmak, Da quando te ne andasti (1944) di John Cromwell e I dieci comandamenti (1956) di Cecil B. De Mille.
Adeline De Walt Reynolds morì poco prima di compiere 99 anni, in seguito a problemi cardiaci, lasciando il ricordo di una delle migliori caratteriste della storia del cinema.

## Filmografia

### Cinema
- Vieni a vivere con me (Come Live with Me), regia di Clarence Brown (1941)
- Il peccatore di Tahiti (The Tuttles of Tahiti), regia di Charles Vidor (1942)
- Destino (Tales of Manhattan), regia di Julien Duvivier (1942)
- Tra le nevi sarò tua (Iceland) , regia di H. Bruce Humberstone (1942)
- La commedia umana (The Human Comedy), regia di H. Bruce Humberstone (1943)
- Tragico oriente (Behind the Rising Sun), regia di Edward Dmytryk (1943)
- Il figlio di Dracula (Son of Dracula), regia di Robert Siodmak (1943)
- La mia via (Going My Way), regia di Leo McCarey (1944)
- Da quando te ne andasti (Since You Went Away), regia di John Cromwell (1944)
- Un albero cresce a Brooklyn (A Tree Grows in Brooklyn), regia di Elia Kazan (1945)
- Il grano è verde (The Corn Is Green), regia di Irving Rapper (1945)
- Contrattacco (Counter-Attack), regia di Zoltán Korda (1945)
- È arrivato lo sposo (Here Comes the Groom), regia di Frank Capra (1951)
- La rivolta di Haiti (Lydia Bailey), regia di Jean Negulesco (1952)
- L'ultima freccia (Pony Soldier), regia di Joseph M. Newman (1952)
- Ti ho visto uccidere ( Witness to Murder), regia di Roy Rowland (1954)
- I dieci comandamenti (The Ten Commandments), regia di Cecil B. DeMille (1956)

### Televisione
- General Electric Theater – serie TV, episodio 4x22 (1956)
- Have Gun - Will Travel – serie TV, episodio 1x36 (1958)
- Peter Gunn – serie TV, episodio 2x05 (1959)